# Beck’s Most Wanted Music
Beck’s Most Wanted Music ist eine Sendung des deutschen Musiksenders MTV. Sie wurde montags bis donnerstags von 18:30 bis 20:00 Uhr, freitags von 18:30 bis 19:00 Uhr und samstags von 18:30 bis 19:30 Uhr ausgestrahlt. Die Sendung wurde von den vier deutschen MTV-Moderatoren Klaas Heufer-Umlauf, Joachim Winterscheidt, Palina Rojinski und Hadnet Tesfai moderiert.
Durch die Umstellung von MTV ins Pay-TV zum Jahresbeginn 2011 wurde die Sendung eingestellt.

## Ablauf

### Montag bis Freitag
Von Montag bis Freitag wurden die Platzierungen von der MTV-Redaktion in Deutschland erstellt, indem sie die aktuellen Clips im Internet analysierte und zusammenfasste. Die Platzierungen in den einzelnen Tagen variierten von Tag zu Tag nach der Länge der Videos, so dass bis zu 15 Platzierungen möglich waren.

### Samstag
Am Samstag wurde die Sendung von den Moderatoren Klaas, Joko, Palina und Hadnet im Wechsel moderiert. Das Programm am Samstag bestand aus den Vorstellungen der neuen Clips und den Rubriken …Most Wanted Music und Your Most Wanted.

## Rubriken

### …Most Wanted
„…Most Wanted“ war eine Rubrik bei Becks Most Wanted Music, die jeden Samstag lief. Sie lief nach dem Prinzip, dass sich derjenige VJ (Moderator), der diese Woche die Show moderierte, einen beliebigen Clip aussuchen durfte, der dann abgespielt wurde; zudem wechselte der Name der Rubrik nach dem Moderator wie Palinas Most Wanted Music.

### Your Most Wanted
Bei der Rubrik „Your Most Wanted“ entschieden die Zuschauer auf MTV.de die drei besten Clips, die am Ende der Sendung liefen. Dies waren dann die 3 Platzierungen der Sendung, die jede Woche neu analysiert wurden.

## Moderation
Die Sendung wurde von den MTV-Moderatoren Klaas Heufer-Umlauf, Joachim Winterscheidt, Palina Rojinski und Hadnet Tesfai moderiert. Da die Sendung immer nur samstags moderiert wurde, wechselten die Moderatoren jede Woche.